# Fabro
Fabro ist eine italienische Gemeinde mit 2576 Einwohnern (Stand 31. Dezember 2024) in der Provinz Terni in der Region Umbrien.

## Geografie

Lage der Gemeinde Fabro in der Provinz Terni

Die Gemeinde erstreckt sich über rund 34 km². Sie liegt etwa 40 km südwestlich von der Regionalhauptstadt Perugia und rund 60 km nordwestlich der Provinzhauptstadt Terni auf 364 m s.l.m.. Sie ist Teil der Verwaltungsgemeinschaft Comunità montana Monte Peglia e Selva di Meana.
Eine Besonderheit stellt der Ortsteil Poggiovalle dar, der vollständig von der Gemeinde Città della Pieve (Provinz Perugia) umgeben und somit zur Exklave von Fabro wird. Zu den weiteren Ortsteilen zählen Carnaiola und Fabro Scalo.
Die Nachbargemeinden sind Allerona, Cetona (SI), Città della Pieve (PG), Ficulle, Montegabbione, Monteleone d’Orvieto und San Casciano dei Bagni (SI).

## Geschichte
Erste menschliche Ansiedlungen in dem Ort gehen auf die Römer zurück, die um das Jahr 1000 die bereits bestehende Burg erweiterten, um das Chianatal zu kontrollieren. Im Konflikt zwischen Ghibellinen und Guelfen gehörte Fabro als Lehen der Filippeschi aus Orvieto zu den Ghibellinen, bis diese 1313 dem Ort an die Guelfischen Monaldeschi abgeben mussten.
15. Jahrhundert erneuerte Antonio da Sangallo der Ältere die Stadtmauern. Die bis dahin unabhängigen Gemeinden Carnaiola und Fabro wurden 1870 zur Gemeinde Fabro zusammengeschlossen. Der Ortsteil Fabro Scalo entstand in den 1930er Jahren, als die Bahnstrecke Florenz–Rom eine Station in Fabro erhielt, die aber außerhalb des Ortskern eingerichtet werden musste.

## Sehenswürdigkeiten

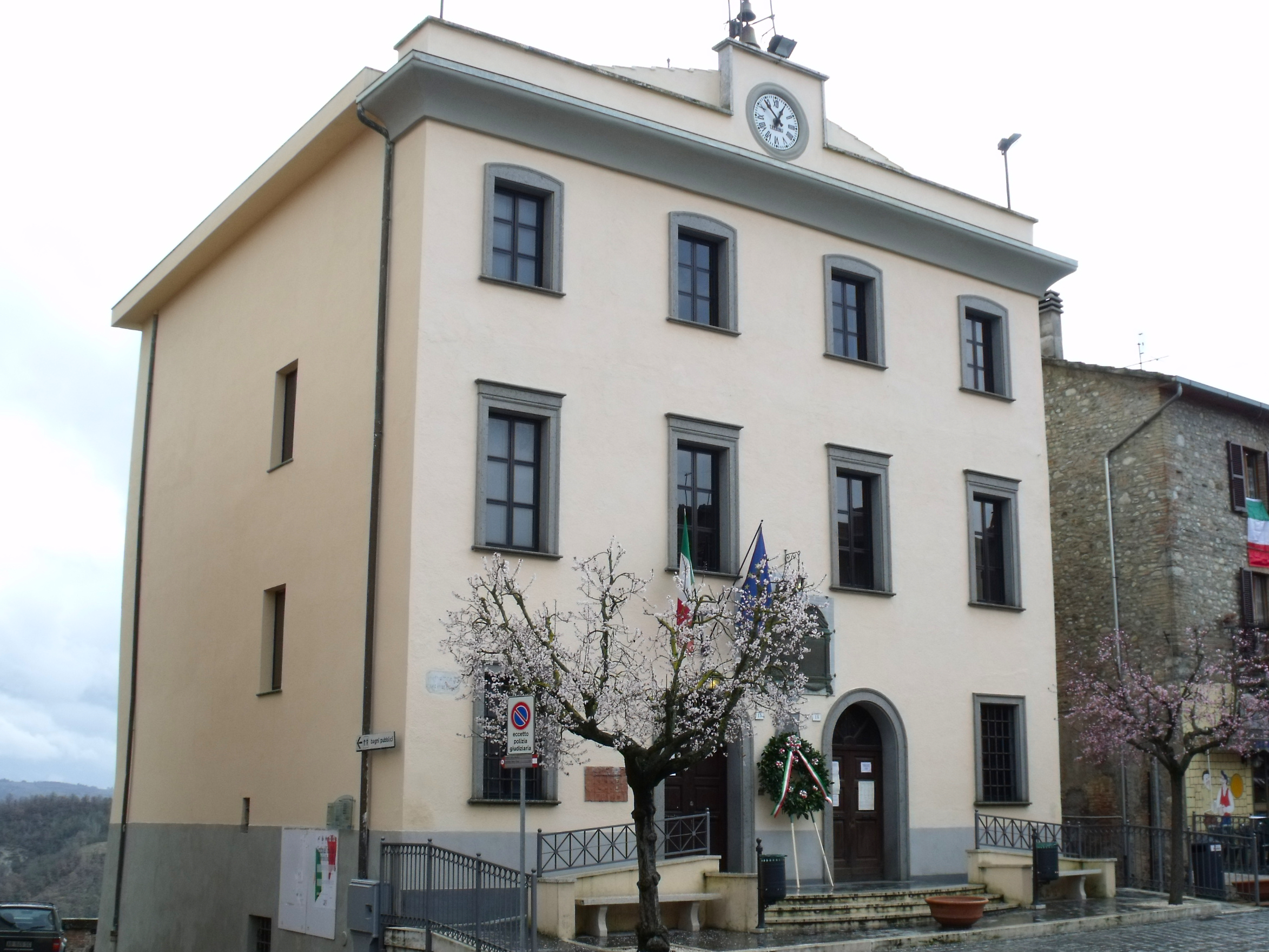
Das Rathaus von Fabro

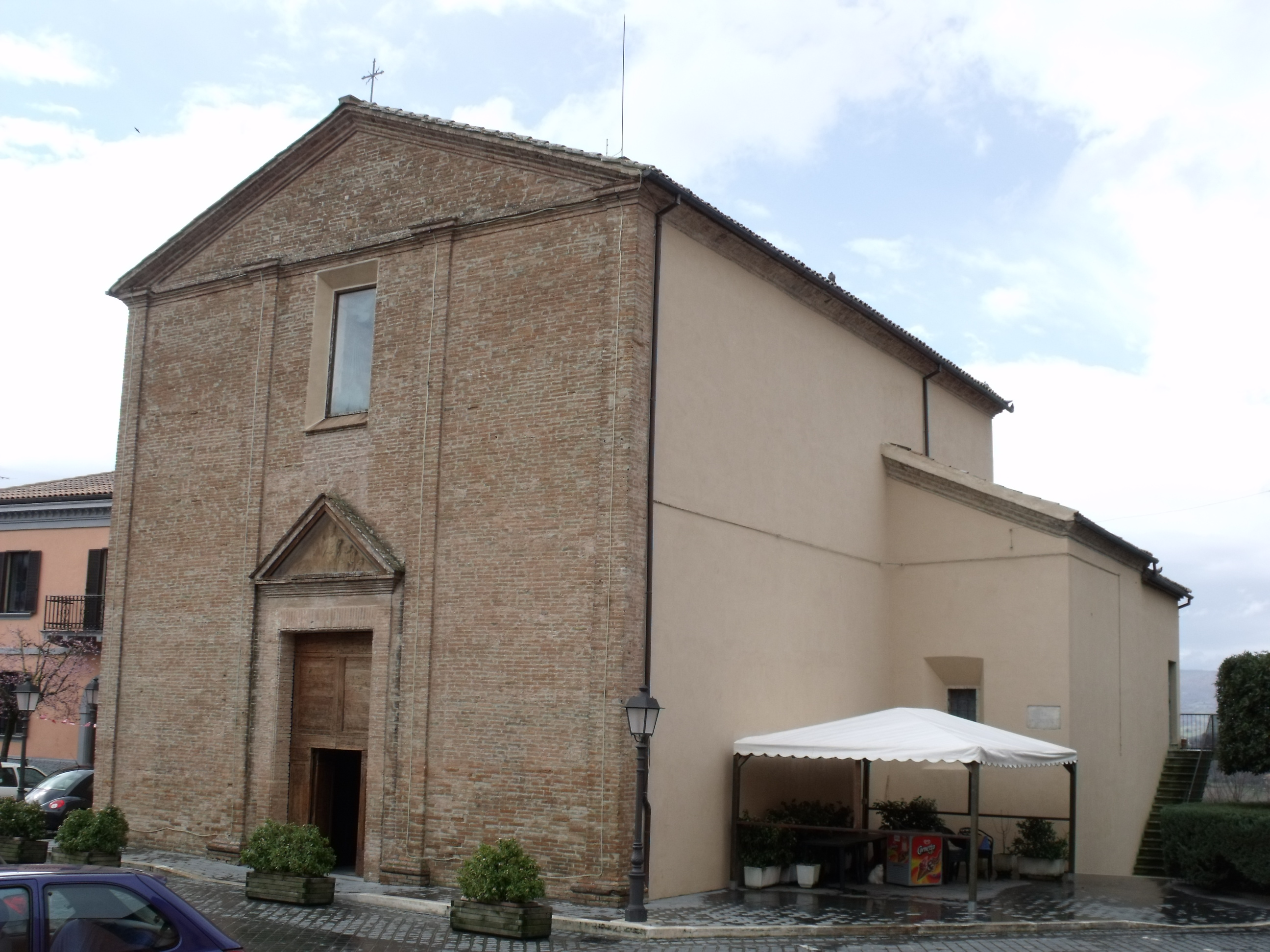
Die Pfarrkirche San Martino

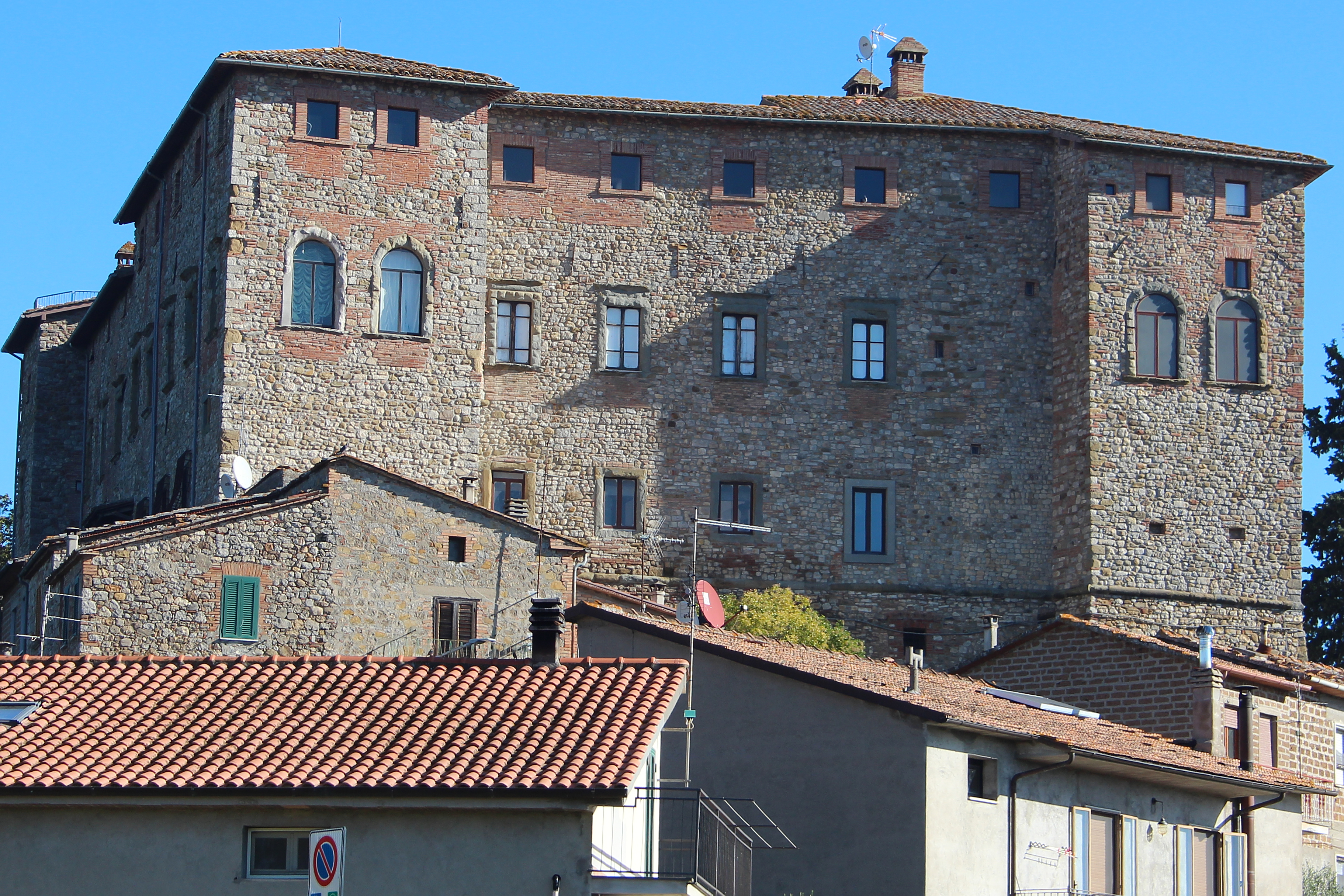
Das Castello di Carnaiola in Carnaiola

- Chiesa parrocchiale di San Martino, 1617 durch den Architekten Ippolito Scalza entstandene Kirche im Ortskern von Fabro.[4]
- Palazzo Comunale in Fabro, Rathaus aus dem 19. Jahrhundert. Wurde von Guglielmo Calderini errichtet, der später auch den Palazzo di Giustizia in Rom gestaltete. Das Rathaus erlitt erhebliche Schäden im Zweiten Weltkrieg und wurde 1985 komplett renoviert.
- Madonna della Grazie, Kirche kurz außerhalb des Ortskerns.
- Chiesa di Maria Mediatrice, 2000 entstandene Kirche nahe der Autobahnanschlussstelle.[5]
- Chiesa dei Santissimi Severo e Salvatore, Kirche im Ortsteil Carnaiola.
- San Nicola, Kirchenruine im Ortsteil Carnaiola.
- Chiesa della Beata Vanna, Kirche im Ortsteil Carnaiola, entstanden aus dem Geburtshaus der Heiligen Vanna (1264–1306, heiliggesprochen am 11. September 1753 durch Benedikt XIV.)
- Santissimo Cuore di Gesù, Kirche im Ortsteil Fabro Scalo, entstand in den 1950er-Jahren.[6]

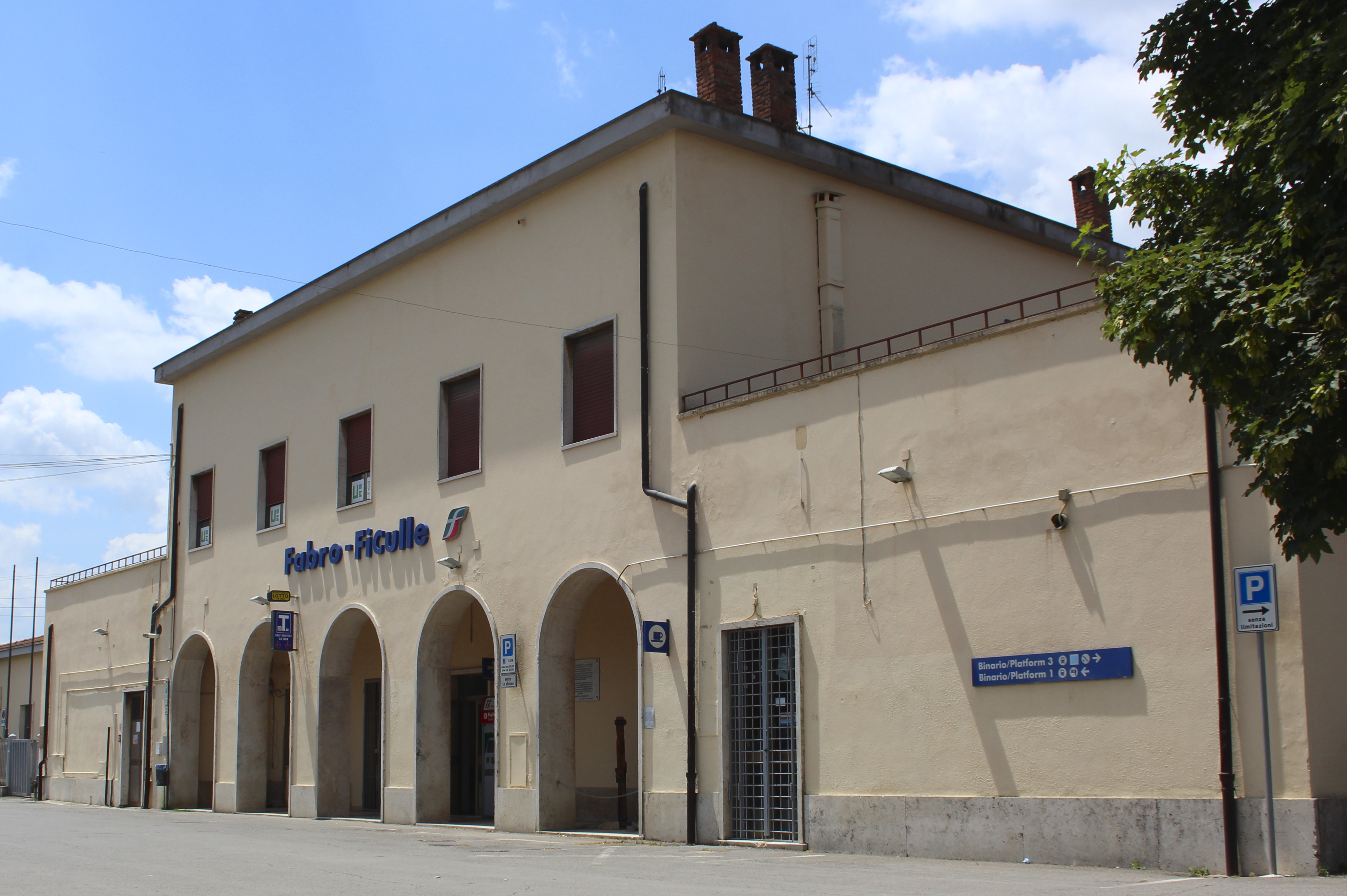
Der Bahnhof Fabro-Ficulle
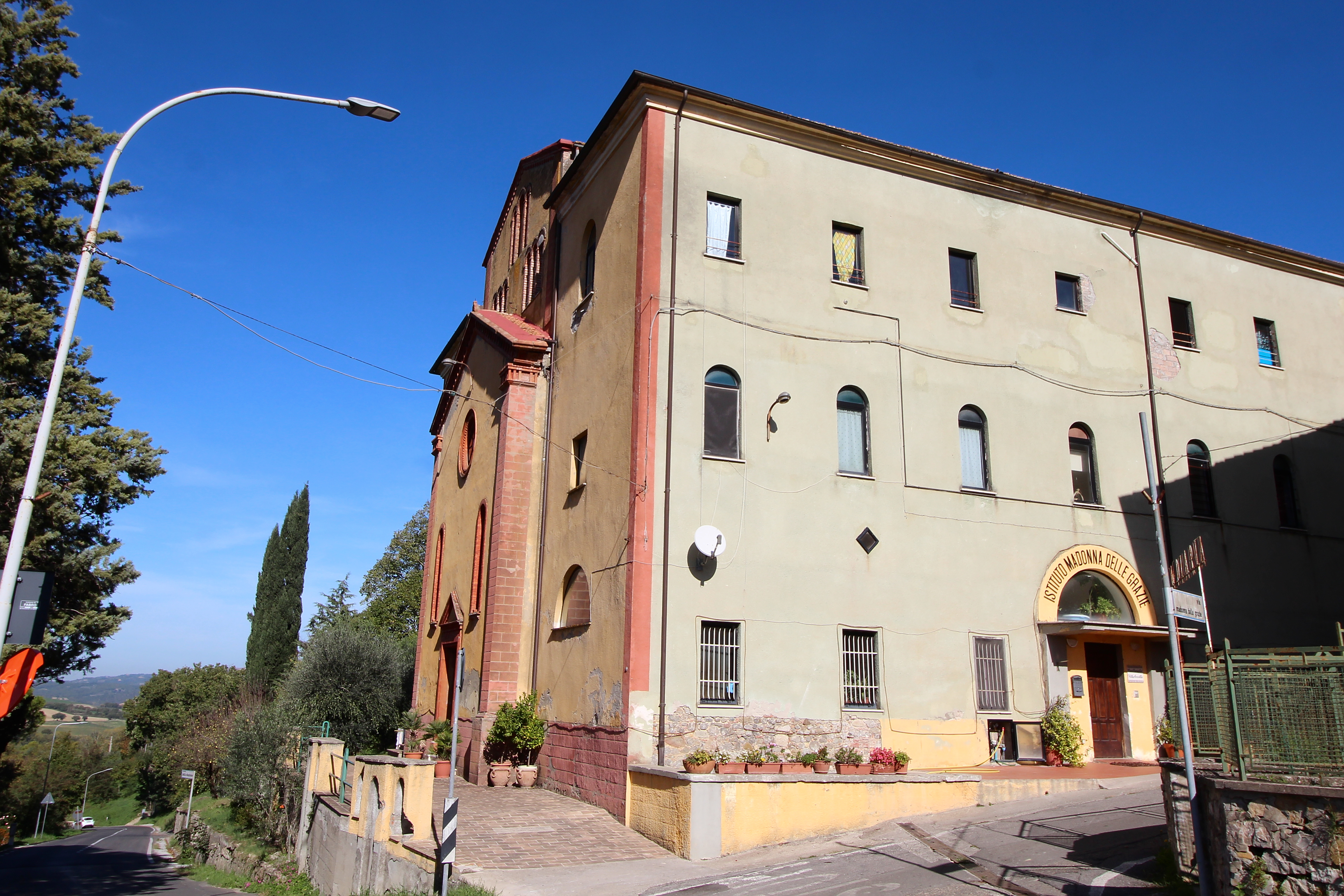
Madonna delle Grazie
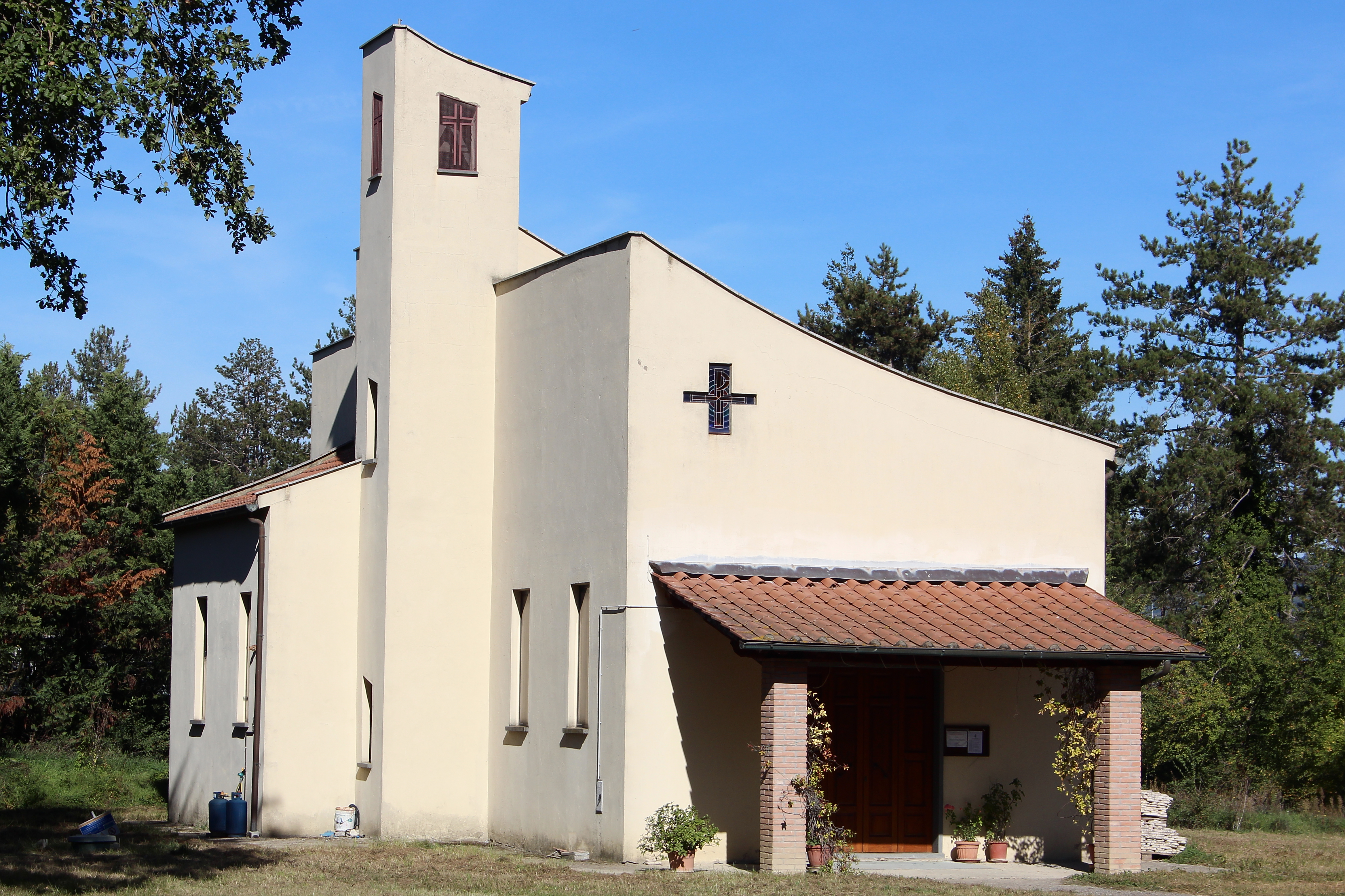
Chiesa di Maria Mediatrice
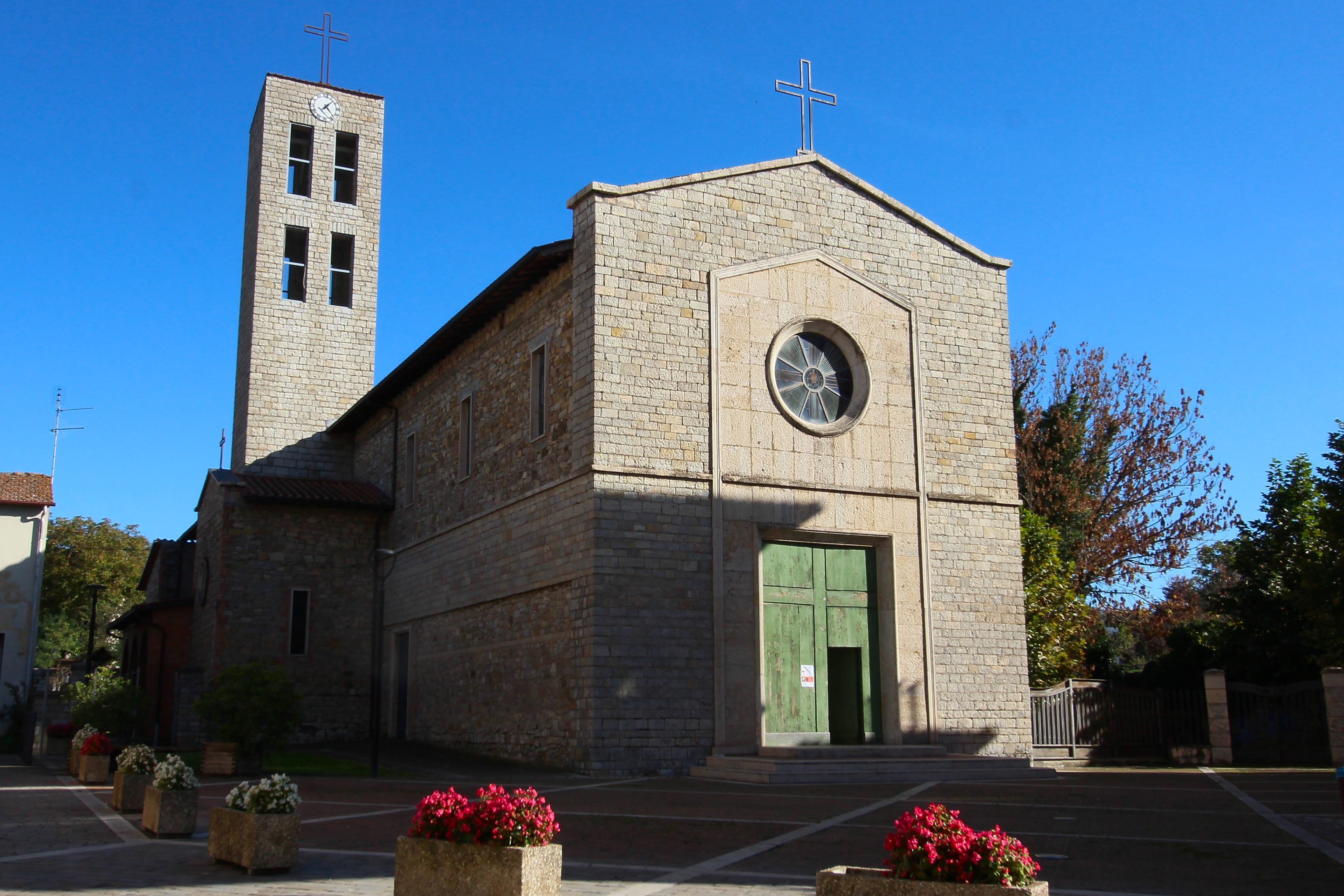
Santissimo Cuore di Gesù, Fabro Scalo

## Verkehr
- Der Ort besitzt eine Anschlussstelle (Fabro) an der  A1.
- Der Ort liegt an der Bahnstrecke Florenz–Rom, der Haltepunkt heißt Fabro/Ficulle.

## Veranstaltungen
- Palio dei Somari (dt. etwa: Der Palio der Esel), findet jährlich am 15. August (Ferragosto) im Rahmen der Veranstaltungsreihe Agosto Fabrese statt. Hierbei treten die vier Ortsteile (Rioni) des historischen Ortskerns gegeneinander an. Diese sind die Rione San Basilio (Grünschwarze Wappenfarben), Rione Castello (Rotblaue Wappenfarben), Rione Fratta (Weissrote Wappenfarben) und die Rione Collonetta (Schwarzgelbe Wappenfarben).

## Gemeindepartnerschaften
- Bas-en-Basset im Kanton Bas-en-Basset, Frankreich, seit 2006.[7]